# Hlohovec
Pour les articles homonymes, voir Hlohovec (homonymie).
Hlohovec (en allemand : Freistadt an der Waag ; en hongrois : Galgóc) est une ville de la région de Trnava, en Slovaquie, et le chef-lieu du district de Hlohovec.

## Géographie
Son altitude est de 156 m. Sa population est de 23 729. Les plaques de voitures ont les lettres HC.
Elle est traversée par la rivière Váh.
Elle est un carrefour entre les villes historiques de Trnava et de Nitra, près de la station thermale célèbre de Piešťany.

## Histoire
La ville de Hlohovec est mentionnée pour la première fois en 1113 avec le nom de Galgocz, dans l'Acte de Zobor, un des plus anciens documents de Slovaquie, élaboré dans le monastère de Zobor.
Elle obtient certains privilèges royaux en 1362. Les troupes ottomanes prennent la ville en 1663 et l'annexent au sanjak d'Uyvar comme le Holok eyaletin. L'Autriche reprend la ville en 1685.
Le château actuel a été construit à l'emplacement d'un ancien château médiéval.
Non loin du château se trouve le  théâtre impérial, construit en 1802, une école d'équitation du XVIIIe siècle et un pavillon de jardin Baroque.

## Démographie

### Évolution de la population
| Année:               | 1994.  | 2004.   | 2014.   | 2024.    |
| -------------------- | ------ | ------- | ------- | -------- |
| Nombre de personnes: | 24 054 | 23 151  | 22 264  | 19 458   |
| Différence:          |        | -3,75 % | -3,83 % | -12,60 % |

| Année:               | 2023.  | 2024.   |
| -------------------- | ------ | ------- |
| Nombre de personnes: | 19 774 | 19 458  |
| Différence:          |        | -1,59 % |

## Personnalités
- Ladislav Kuna (1947-2012), joueur et entraîneur de football slovaque
- Richard Müller (°1961), chanteur, musicien et innovateur de la musique pop électronique slovaque

## Galerie

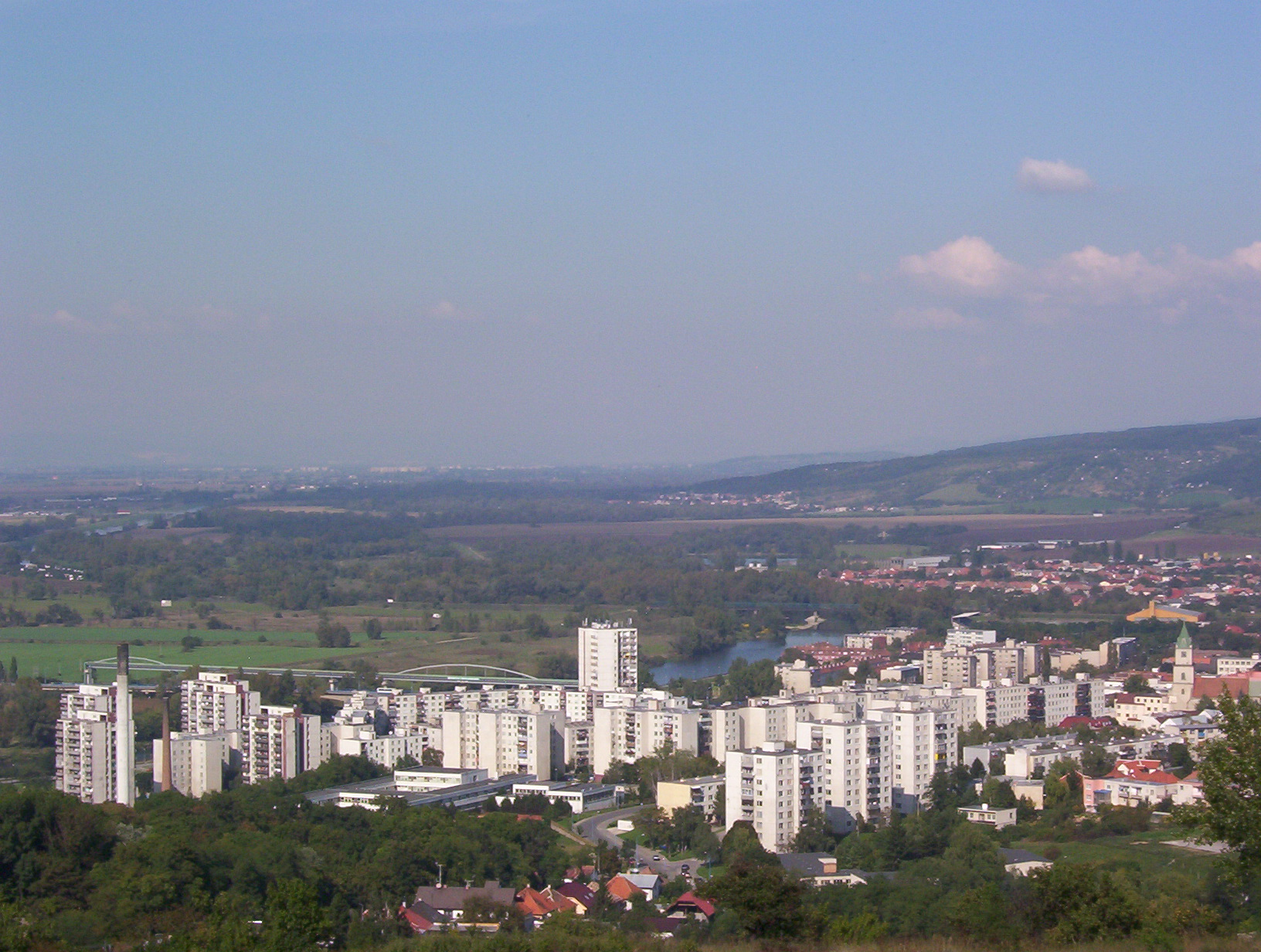
Panorama
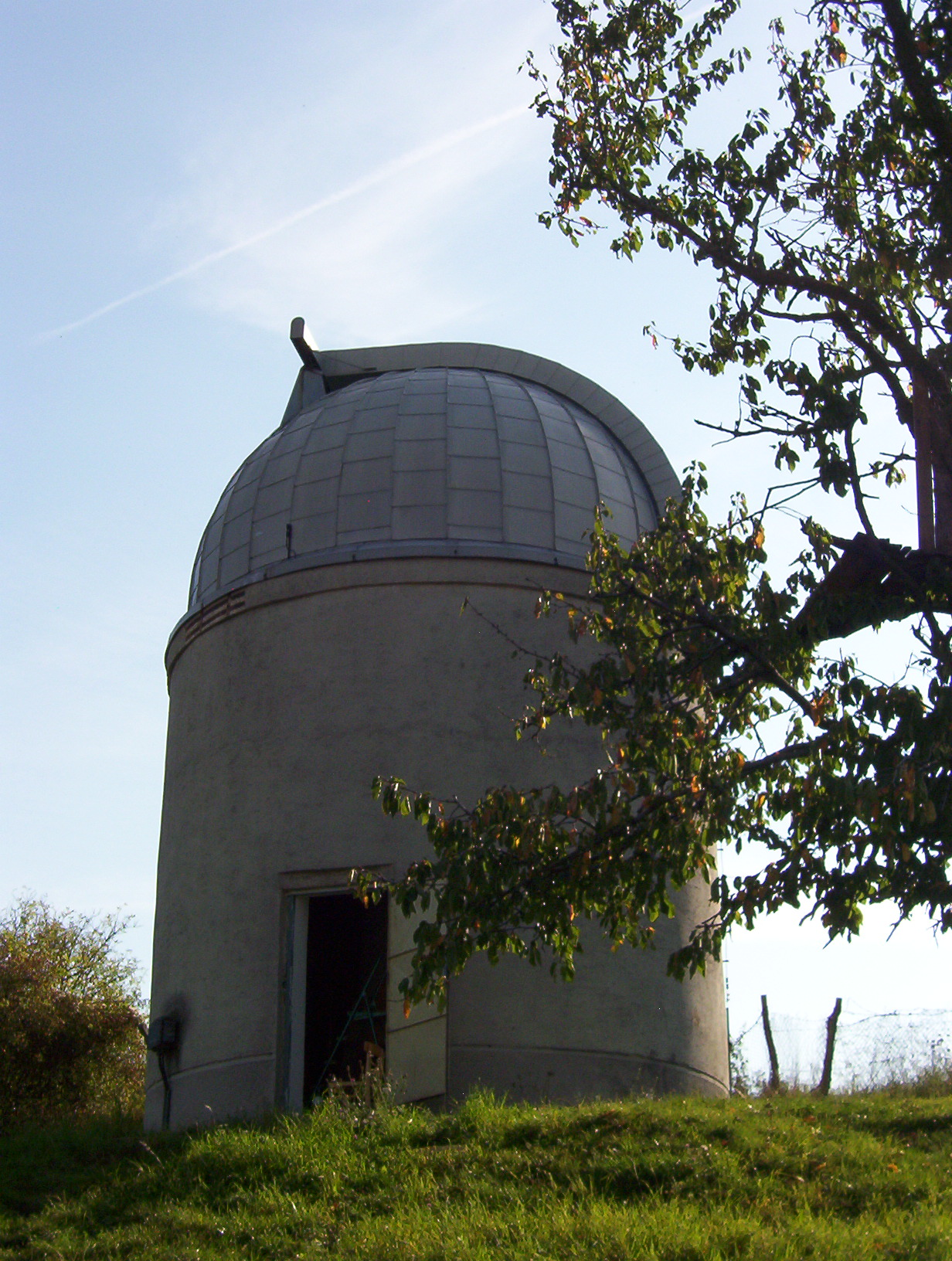
Coupole de l'observatoire
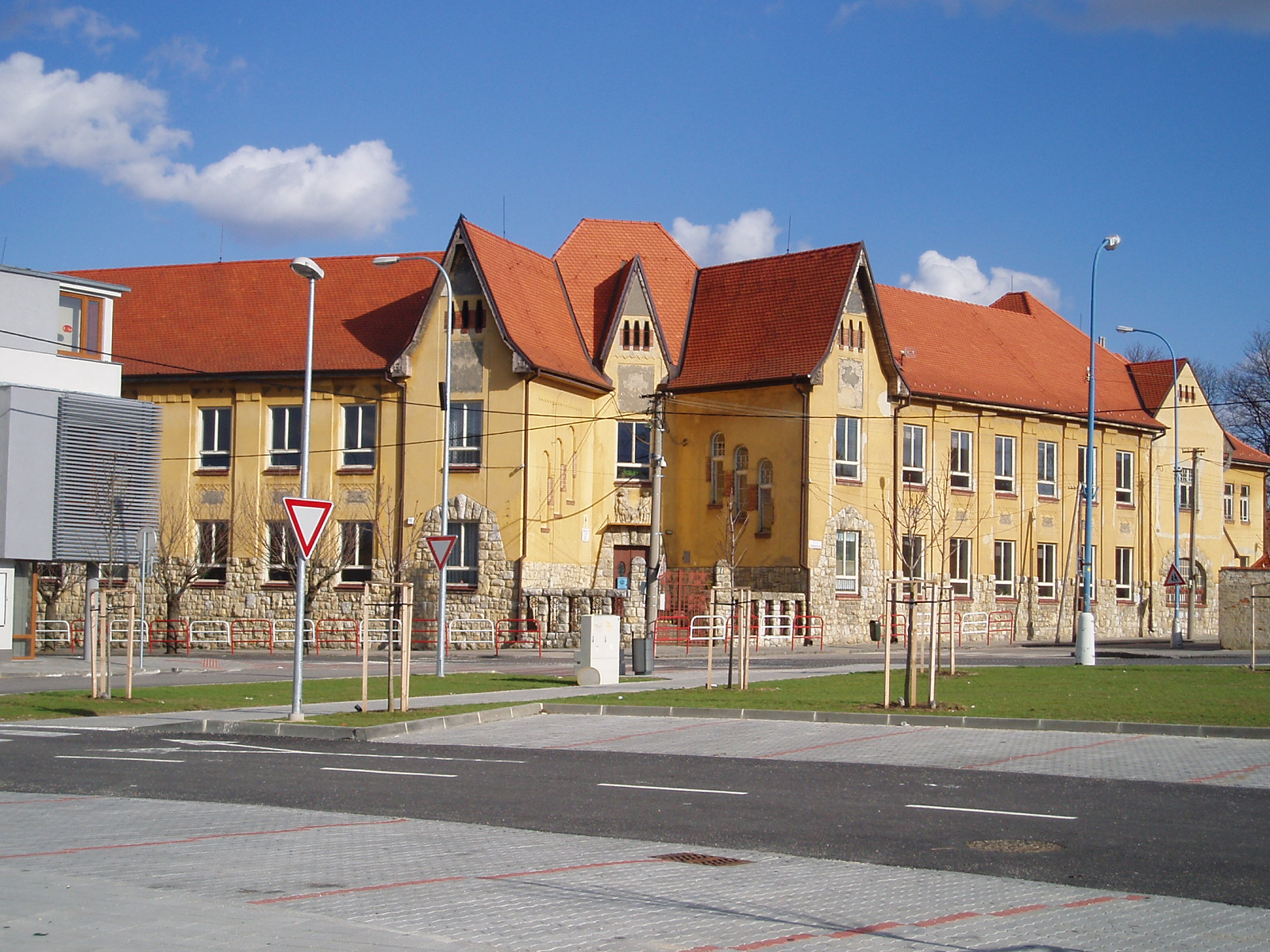
École primaire Saint-Josef
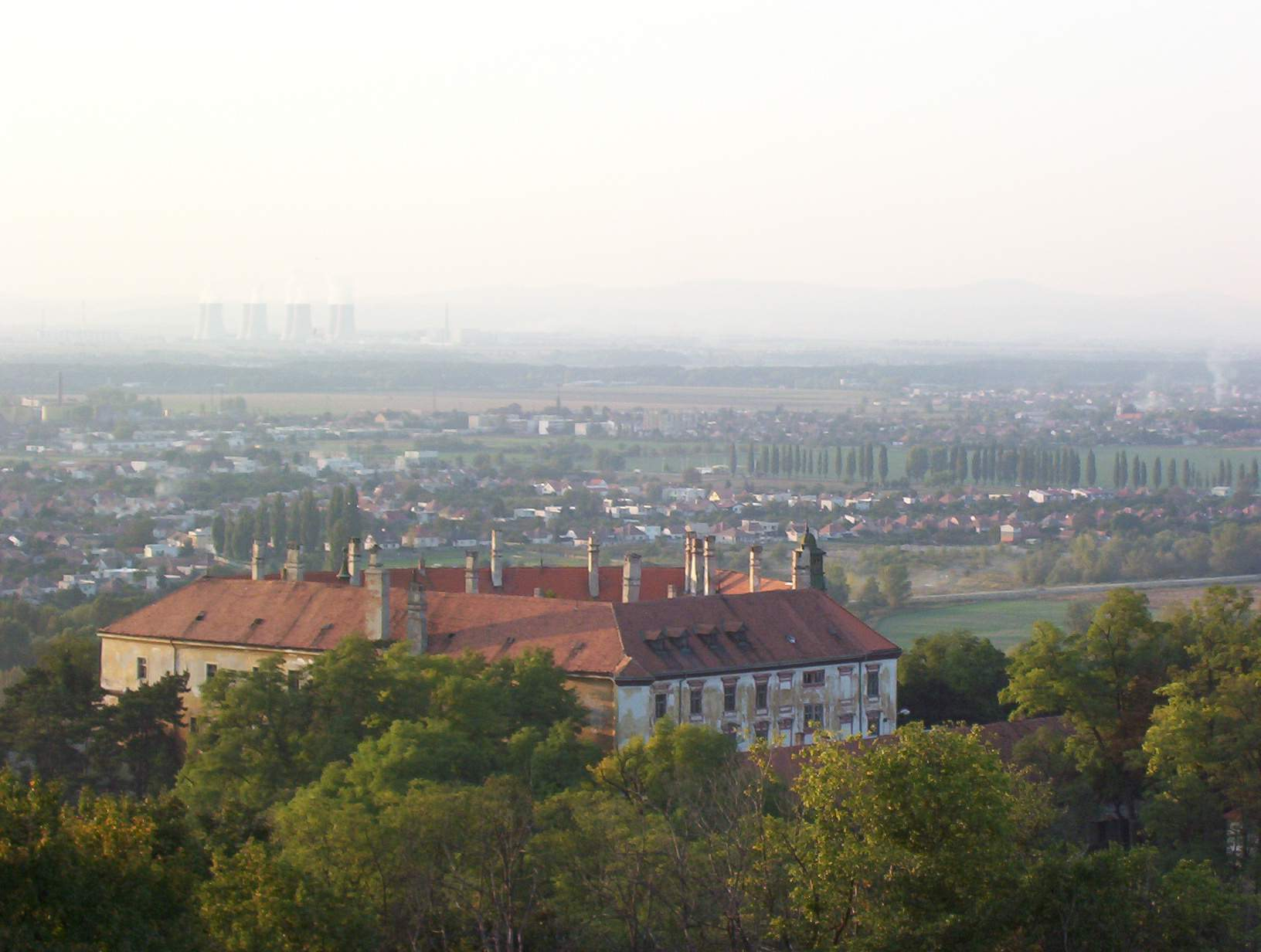
Château
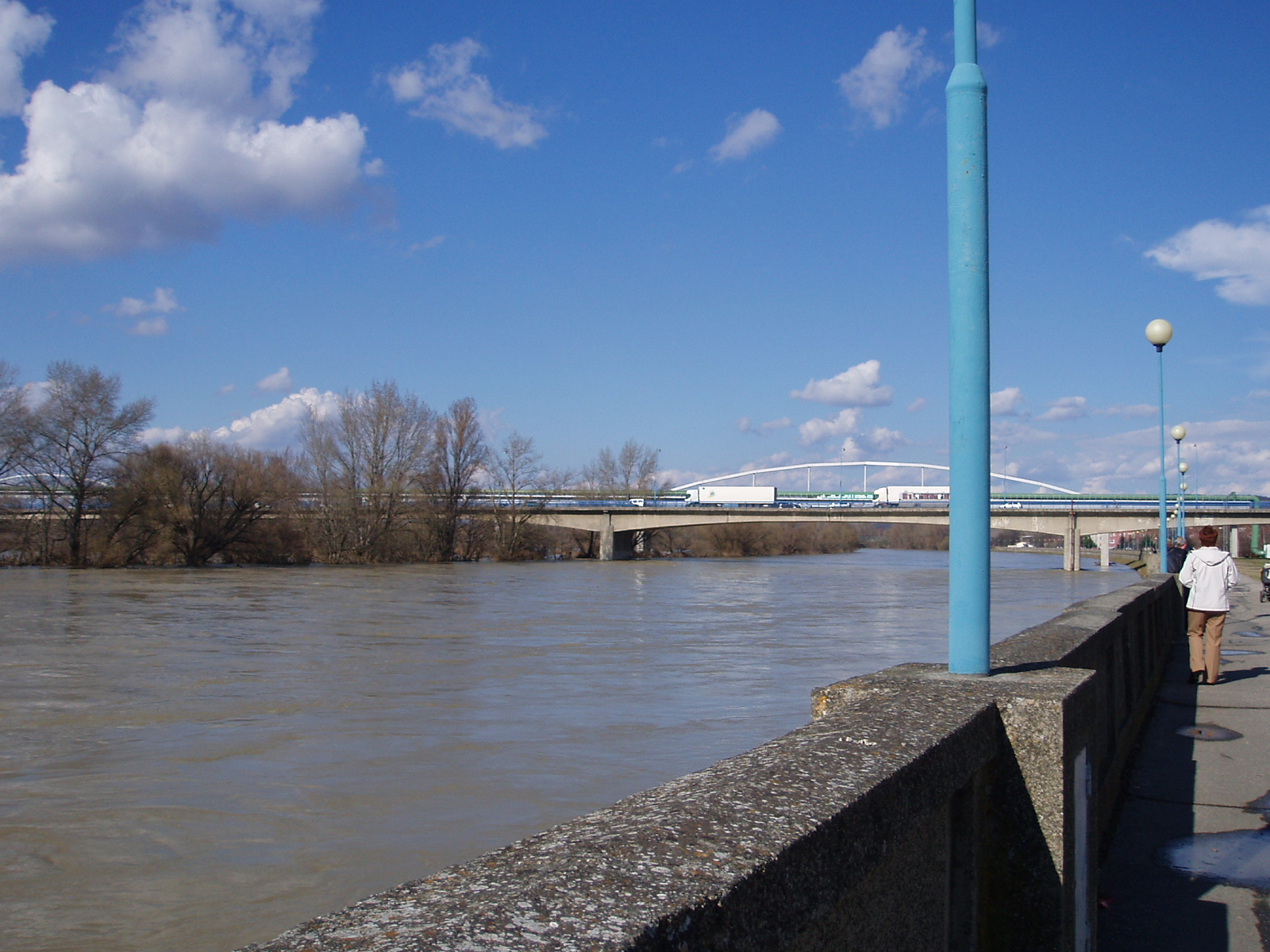
Rivière Vah

## Jumelages
La ville de Hlohovec est jumelée avec :
- Slovenske Konjice (Slovénie)
- Hranice (Tchéquie)
- La Panne (Belgique)